# Stade de Port Autonome
 (avril 2025).
Le Stade de Port Autonome est un stade de football sénégalais situé dans le quartier du Plateau de la ville de Dakar, la capitale du pays. Le stade, doté d'une capacité de 4 000 places, est l'enceinte à domicile du club de football de l'ASC Port Autonome.

## Histoire
Deux finales de Coupe du Sénégal se sont tenues au Stade de Port Autonome : la finale de la coupe de1990, opposant l'ASC Port Autonome à l'ASC Linguère, puis la finale de 2000, opposant l'ASC Port Autonome à l'ASC Saloum.